# Pål André Helland
Pål André Helland est un footballeur international norvégien né le 4 janvier 1990 à Hemne. Évoluant au poste d'ailier droit, il joue actuellement pour le Lillestrøm SK.

## Biographie

### En sélection
Il joue son premier match en équipe nationale le 8 juin 2015, en amical contre la Suède.

## Palmarès
Avec IL Hødd
- Vainqueur de la Coupe de Norvège en 2012

 Avec Rosenborg BK
- Champion de Norvège en 2009, 2010, 2015 et 2016
- Vainqueur de la Coupe de Norvège en 2015 et 2016

## Statistiques

### En club
Le tableau ci-dessous récapitule les statistiques de Pål André Helland lors de sa carrière en club :
| Saison                | Club                   | Championnat           | Championnat | Championnat | Coupe(s) nationale(s) | Coupe(s) nationale(s) | Compétition(s) continentale(s) | Compétition(s) continentale(s) | Compétition(s) continentale(s) | Total | Total |
| Saison                | Club                   | Division              | M.          | B.          | M.                    | B.                    | Comp.                          | M.                             | B.                             | M.    | B.    |
| 2009                  | Rosenborg BK           | 1                     | 1           | 0           | 3                     | 1                     | -                              | -                              | -                              | 4     | 1     |
| 2010                  | Rosenborg BK           | 1                     | 1           | 0           | -                     | -                     | -                              | -                              | -                              | 1     | 0     |
| 2010                  | Ranheim Fotball (prêt) | 2                     | -           | -           | 1                     | 0                     | -                              | -                              | -                              | 1     | 0     |
| 2011                  | Ranheim Fotball (prêt) | 2                     | 2           | 0           | -                     | -                     | -                              | -                              | -                              | 2     | 0     |
| 2011                  | Byåsen Toppfotball     | 3                     | 26          | 10          | -                     | -                     | -                              | -                              | -                              | 26    | 10    |
| 2012                  | IL Hødd                | 2                     | 26          | 10          | 7                     | 6                     | -                              | -                              | -                              | 33    | 16    |
| 2013                  | IL Hødd                | 2                     | 13          | 1           | 3                     | 1                     | C3                             | 2                              | 0                              | 18    | 2     |
| 2013                  | Rosenborg BK           | 1                     | 11          | 2           | 2                     | 0                     | -                              | -                              | -                              | 13    | 2     |
| 2014                  | Rosenborg BK           | 1                     | 21          | 4           | 2                     | 2                     | C3                             | 4                              | 2                              | 27    | 8     |
| 2015                  | Rosenborg BK           | 1                     | 21          | 13          | 6                     | 8                     | C3                             | 11                             | 4                              | 38    | 25    |
| 2016                  | Rosenborg BK           | 1                     | 20          | 4           | 5                     | 4                     | C1+C3                          | 4+2                            | 1+0                            | 31    | 9     |
| Total sur la carrière | Total sur la carrière  | Total sur la carrière | 142         | 44          | 29                    | 22                    | -                              | 23                             | 7                              | 194   | 73    |

### But en équipe nationale
| No | Date          | Stade, ville, pays              | Adversaire | Résultat | Compétition  |
| -- | ------------- | ------------------------------- | ---------- | -------- | ------------ |
| 1  | 1er juin 2016 | Ullevaal Stadion, Oslo, Norvège | Islande    | V 3-2    | Match amical |